# Letalo na človeški pogon
Zrakoplov na človeški pogon (ang. Human-powered aircraft - HPA, rus. Muskuloljet) je zrakoplov, ki ga poganja oseba s svojimi lastnimi mišicami - največkrat s pedaliranjem. Pri ugodnih vremenskih pogojih lahko izkorišča tudi naravne vzgornike, npr. termiko in pa vzgornike zaradi vetra, podobno kot jadralno letalo. 
Prvi poizkusi so bili neuspešeni, predvsem zaradi tega ker je za let potrebno veliko razmerje moč/teža. Profesionalni atleti lahko razvijajo moč okrog 6-7 vatov/kg (okrog 400 vatov za 70 kg atleta) približno eno uro. Sodobni materiali kot npr. karbonska vlakna so precej zmanjšali težo in tako omogočili praktične zrakoplove na človeški pogon. Človeško gnane Zračne ladje potrebujejo najmanj energije, ker vzgon zagotavlja vzgonski plin.
Prvi uspešni zrakoplov na človeški pogon je bil Gerhardt Cycleplane, ki ga je razvil W. Frederick Gerhardt iz Ohio-a, ZDA leta 1923. Imel je kar sedem kril in je bil visok 4,6 metra. Pilot je s pedali poganjal propeler. V prvih testih ga je povlekel avtomobil in potem spustil. Dosegel je višino 6 metrov (20 čevljev).
Leta 1934 je Engelbert Zaschka iz Nemčije zgradil istoimensko letalo, ki je poletelo okrog 20 metrov, vzletel je samostojno. 
30. avgusta 1935 je HV-1 Mufli (Muskelkraft-Flugzeug) poletel okrog 325 metrov daleč. Zgradila sta Helmut Hässler in Franz Villinger. Izvedel je okrog 120 poletov, najdaljši je bil dol 712 metrov. Pri vzletu mu je sicer pomagal vlečni kabel.
Marca 1937 je italijanska skupina, ki so jo sestavljali Enea Bossi (načrtovalec), Vittorio Bonomi (graditelj)) in Emilio Casco (pilot) zgradila Pedaliante. Ni povsem jasno, če je poletel samostojno. 
Prvi uradni let zrakoplova na človeški pogon je izevdel pilot Derek Piggott z zrakoplovom SUMPAC 16. novembra 1961 v Veliki Britaniji.